# John Lewis Ricardo
John Lewis Ricardo (* 1812 in London; † 20. August 1862 ebenda) war ein britischer Politiker und Unternehmer.

## Leben
John Ricardo war der älteste Sohn von Jacob Ricardo und Neffe des Wirtschaftswissenschaftlers David Ricardo (1772–1823). Nach dem Tod seines Vaters gab er seine Pläne für eine Karriere beim Militär auf und übernahm gemeinsam mit seinem Onkel Samson Ricardo (1792–1862) das Finanzgeschäft seines Vaters. Im Jahr 1841 zog er als Abgeordneter der Liberal Party für Stoke-on-Trent ins Parlament des Vereinigten Königreichs ein und blieb es bis zu seinem Tod. Er engagierte sich für den Freihandel und trat 1849 für die Aufhebung der „Navigationsakte“ ein.
Im Juni 1846 hatte er zusammen mit William Cooke (1806–1879) die Electric Telegraph Company (ETC) gegründet, die erste Telegrafengesellschaft Großbritanniens und rund ein Jahrzehnt lang auch das bedeutendste Kabelunternehmen des Landes. Er war während dieser Zeit deren Vorsitzender. Darüber hinaus war er Vorsitzender der North Staffordshire Railway, der Norwegian Trunk Railway und der Metropolitan Railway sowie Direktor der London & Westminster Bank.
Er war verheiratet mit Catherine Duff Ricardo (1820–1869) und hatte einen Sohn, Alexander Louis Ricardo (1843–1871).

## Schriften (Auswahl)
- The Anatomy of the Navigation Laws. 1847, ISBN 978-1-02-364005-3 (englisch, Neuauflage 22. Mai 2025).